# Marielle Heller

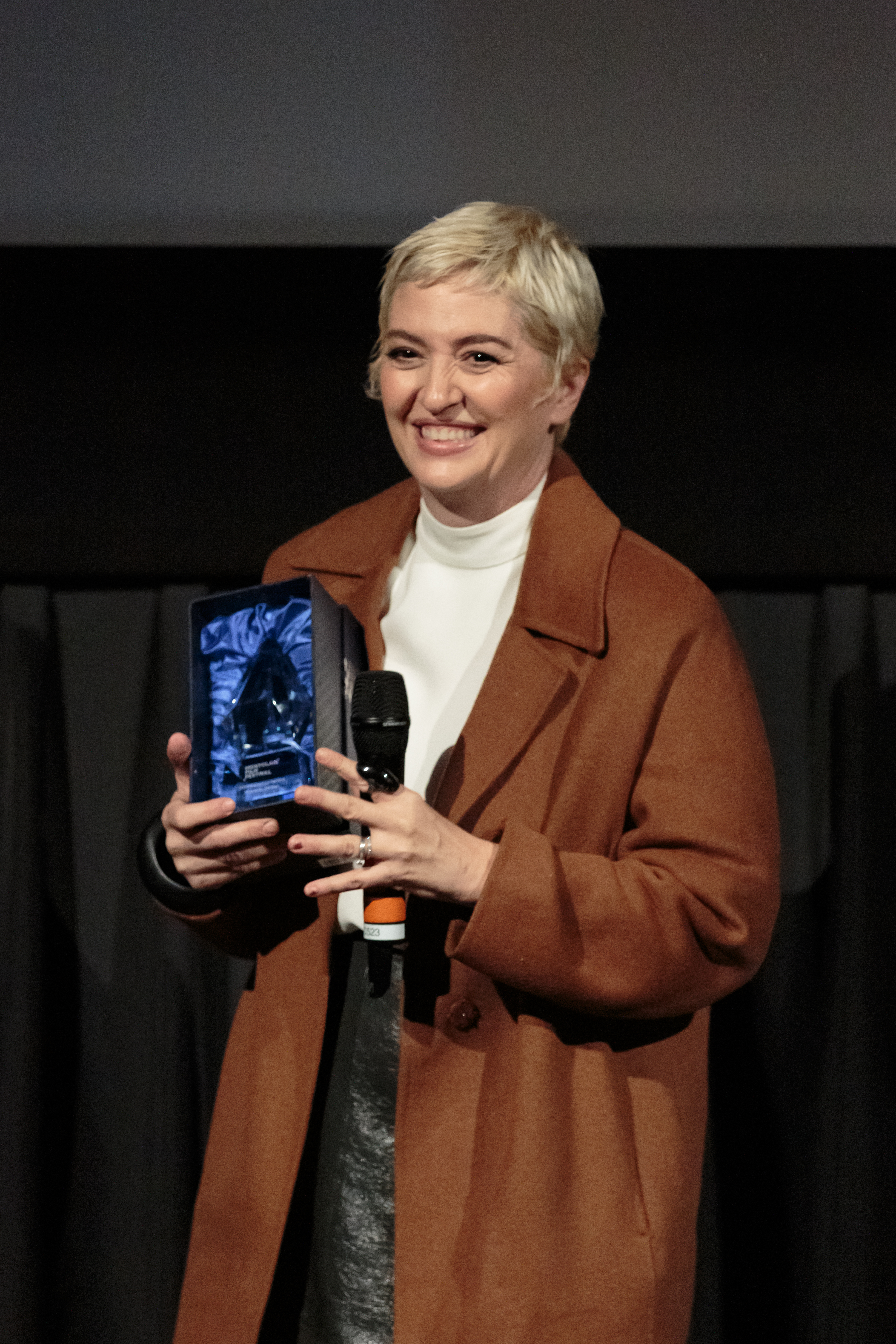
Marielle Heller (2024)

Marielle Heller (* 1. Oktober 1979) ist eine US-amerikanische Schauspielerin, Drehbuchautorin und Regisseurin.

## Leben
Heller studierte Theater an der University of California, Los Angeles und an der Royal Academy of Dramatic Art in London.
Sie schrieb unter anderem Drehbücher für Pilotfilme für ABC und 20th Century Fox sowie Theaterstücke. Sie stand unter anderem in Los Angeles, New York und am West End in London auf der Bühne. Ihr erster Spielfilm The Diary of a Teenage Girl wurde 2015 auf dem Sundance Film Festival und auf der Internationalen Filmfestspielen Berlin erstmals gezeigt. Für den Film wurde sie auf der Berlinale mit dem Großen Preis in der Kategorie Generation 14plus ausgezeichnet. 2020 war sie in der Netflix-Produktion Das Damengambit neben Anya Taylor-Joy zu sehen. Im gleichen Jahr wurde der von ihr inszenierte Film What the Constitution Means to Me, 2024 folgte Nightbitch.
Sie ist mit Jorma Taccone verheiratet und lebt in New York.

## Filmografie
- 2015: The Diary of a Teenage Girl (Drehbuch und Regie)
- 2018: Can You Ever Forgive Me? (Regie)
- 2019: Der wunderbare Mr. Rogers (A Beautiful Day in the Neighborhood, Regie)
- 2020: Das Damengambit (The Queen’s Gambit, Miniserie, vier Folgen, Darstellerin)
- 2020: What the Constitution Means to Me (Regie)
- 2024: Nightbitch (Drehbuch und Regie)